# Bazsi
Bazsi je obec v Maďarsku v župě Veszprém v okrese Sümeg. V roce 2015 zde žilo 398 obyvatel.
Nachází se asi 5 km jihozápadně od Sümegu a asi 23 km severně od Balatonu a Keszthely, těsně při hranicí s župou Zala. Silnicemi je spojena s obcemi Sümeg, Sümegprága, Sümegcsehi a Zalaszántó (již v župě Zala). Obcí prochází potok Nagy-erdő-patak, který poblíž pramení. Bazsi leží na silnici 7327.
K hlavní obci Bazsi připadá ještě malá část Máriamajor.